# Rugby Europe Championship U20 2021
El Rugby Europe U20 Championship del 2021 fue la cuarta edición del principal torneo de rugby juvenil de Europa.
El certamen se disputó en Coímbra, Portugal.

## Equipos participantes
- Selección juvenil de rugby de Alemania
- Selección juvenil de rugby de Bélgica
- Selección juvenil de rugby de España
- Selección juvenil de rugby de los Países Bajos
- Selección juvenil de rugby de Portugal
- Selección juvenil de rugby de República Checa
- Selección juvenil de rugby de Rumania
- Selección juvenil de rugby de Rusia

## Resultados

### Cuartos de final
- Los perdedores avanzan a la copa de plata

| 7 de noviembre | España | 47 - 18 | Alemania |  |  |

| 7 de noviembre | Países Bajos | 25 - 13 | Bélgica |  |  |

| 7 de noviembre | Portugal | 64 - 0 | República Checa |  |  |

| 7 de noviembre | Rumania | 26 - 29 | Rusia |  |  |

### Semifinales Copa de Plata
| 10 de noviembre | Alemania | 13 - 17 | Bélgica |  |  |

| 10 de noviembre | Rumania | 41 - 20 | República Checa |  |  |

### Semifinales Campeonato
| 10 de noviembre | España | 25 - 19 | Países Bajos |  |  |

| 10 de noviembre | Portugal | 23 - 10 | Rusia |  |  |

### Séptimo puesto
| 13 de noviembre | Alemania | 37 - 18 | República Checa |  |  |

### Final Copa de plata - Quinto puesto
| 13 de noviembre | Rumania | 34 - 24 | Bélgica |  |  |

### Tercer puesto
| 13 de noviembre | Países Bajos | 14 - 39 | Rusia |  |  |

### Final
| 13 de noviembre | España | 15 - 9 | Portugal |  |  |

| Bandera de España |
| Campeón España    |
| Primer título     |